# نادر غلي
نادر غلي هي قرية في مقاطعة مياندوآب، إيران. عدد سكان هذه القرية هو 735 في سنة 2006.